# Traité d'Utrecht (1474)
Pour les articles homonymes, voir Traité d'Utrecht.

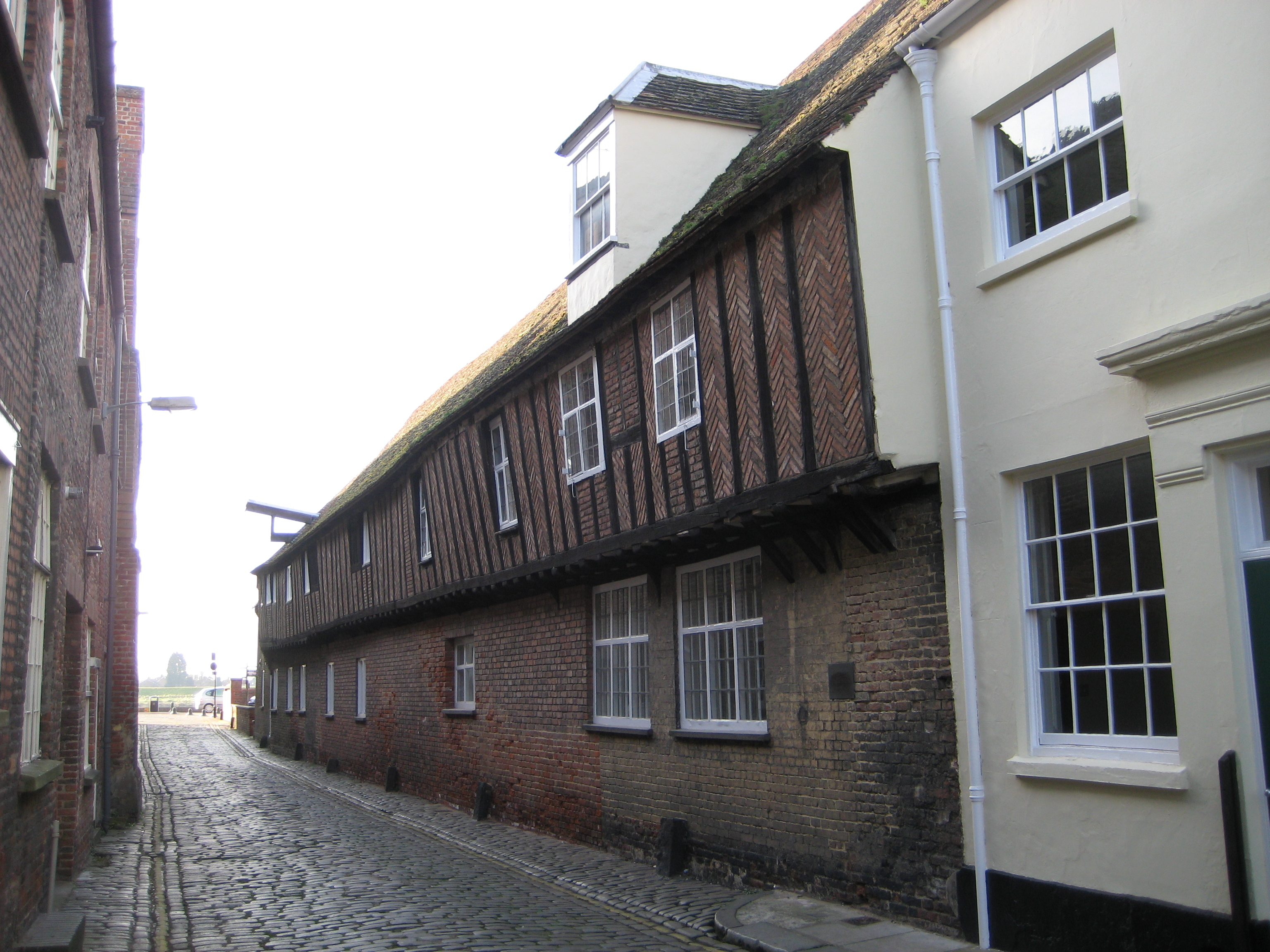
Magasin hanséatique à King’s Lynn.

Le traité d’Utrecht est un traité de paix signé en 1474 après la guerre anglo-hanséatique entre l’Angleterre et la Ligue hanséatique.
Cette guerre navale est une guerre de course qui eut lieu principalement en mer Baltique et en Manche en réponse aux tensions commerciales entre l'Angleterre et les villes de la Hanse à la suite de l'intrusion de marchands anglais de la Compagnie des marchands aventuriers de Londres en mer Baltique.
Le traité négocié par le bourgmestre de Lübeck, Hinrich Castorp, consolida les privilèges commerciaux de la Hanse ainsi que le contrôle du Steelyard, le kontor de Londres. Le traité permit également à la Hanse de construire à King's Lynn, un port anglais de la mer du Nord, un kontor qui fut actif jusqu'en 1751. Le port de King's Lynn était au Moyen Âge le troisième plus grand port d'Angleterre après  Southampton et Londres. Le kontor localisé au niveau de la rue St Margaret's Lane est le seul bâtiment de la Hanse encore existant aujourd'hui.